# 沈华生
沈华生（1913年—？），男，原籍江苏连云港，生于北京，中国冶金学家、半导体材料专家，曾任冶金部有色金属研究院副总工程师，第三届全国人大代表，第五、六、七届全国政协委员。